# Huck Hodge
Huck Hodge (Gainesville, 14 luglio 1977) è un compositore statunitense.
La musica di Hodge "è influenzata dagli studi di psicoacustica e di percezione, dalla ricerca filosofica orientale e occidentale e dalla musica del primo Rinascimento". L'estetica delle sue opere è influenzata dallo spettralismo francese e da una complessità ritmica e strutturale che ricorda alla musica tedesca dell'avanguardia del dopoguerra.

## La formazione
Hodge ha ottenuto sia la laurea che il dottorato in musica dalla Columbia University, dove ha avuto tra i suoi docenti Tristan Murail e Fred Lerdahl. Prima di quest'esperienza, aveva studiato teoria musicale e computer music presso la Musikhochschule di Stoccarda sotto la guida, tra gli altri di Georg Wözter e Marco Stroppa.

## L'attività compositiva
Hodge ha ottenuto il Premio Internazionale Gaudeamus, il Rome Prize Luciano Berio, il premio Aaron Copland della Fondazione Bogliasco e diversi altri riconoscimenti e commissioni dall'American Composers Forum, dal Musik der Jahrhunderte, dall'Andrew W. Mellon Foundatione dal Deutscher Akademischer Austauschdienst (DAAD).
I lavori di Hodge sono stati eseguiti alla Carnegie Hall e a Lincoln Center e proposti al pubblico internazionale in festival come gli International Society for Contemporary Music (ISCM), Nuova Consonanza, il Gaudeamus Muziekweek, il June in Buffalo, il Daegu International Contemporary Music Festival in Corea del Sud e il MaerzMusik delle Berliner Festspiele. Tra le collaborazioni di maggiore rilievo si ricordano quelle con membri dell'Ensemble Modern e dell'Orchestra Filarmonica di Berlino, con l'ASKO Ensemble, con l'Ensemble Aleph, con l'Ensemble Scharoun, e con l'Ensemble SurPlus.
Hodge è un professore di composizione all'University of Washington a Seattle.

## Opere
Le Tombeau de Chopin [2009]
- written for the 2010 ISCM World New Music Days, Sydney, Australia

Apparent Motion [2008]
String Quartet [2008]
- commissioned by the American Composers Forum with funding from the Jerome Foundation

Efflux for Clarinet and Violin [2007]
In Lumine for SATB Choir [2007]
Two Preludes for Harp solo [2007]
Out of a Dark Sea (Fl/Alto Fl, Cl/Bcl, Hrn, Perc, Harp, Pno, Vln, Vcl and Electronics) [2006]
- commissioned by The Stony Brook Contemporary Chamber Players, Gilbert Kalish, Director, as part of the
19th Annual World Premieres Commission Series

Phantasie for amplified Cello [2006]
- commissioned by Musik der Jahrhunderte for cellist Adrian Fung as part of the ISCM World New Music Festival, 2006

Remix-Asyla for Large Ensemble [2006]
- in collaboration with members of Ensemble Modern and the Berlin Philharmonic

A Distant Mirror for Bass Clarinet/Clarinet and Piano [2006]
. . .como un respiro for solo Cello and eleven strings [2005]
Parallaxes for Chamber Orchestra [2005]
Early Lyrics (Sop, Fl, Cl/Bcl, Vln, Vcl, Pno and Electronics) [2004]
Psalm XIII for SSAATTB Choir [2004]
De Nativitate for Piano Quintet [2003]
Between Light and Shade for Flute, Cello and 3 Percussion [2003]
Seeds of Fire for Piano and Computerized Sound [2003]
Zeremonie (version for Large Ensemble, Computerized Sound and Dance) [2002]
- in collaboration with the NYU New Music and Dance Ensemble

The Awakeneing for Full Orchestra [2002]
Zeremonie (for Computerized Sound) [2001]
AntEroica for Piano, Live Electronics and Video Projection [2001]
Kandinsky Studies for Computer-Synthesized Sound (programmed in C Sound) [2001]
String Quintet [2001]
Widerspiegelung | Mirror Image for Tenor Saxophone and Piano [2000]
Concerto for Cello and Chamber Orchestra [1999]
Toccata for Piano solo [1998]